# ExseedSat-1
ExseedSat-1, VO-96 oder VUsat OSCAR 96 ist ein indischer Amateurfunksatellit. ExseedSat-1 ist ein 1U-CubeSat, der von dem indischen Unternehmen Exseed Space Innovations Ltd. entwickelt und gebaut wurde. Maßgeblich an der Entwicklung waren die fünf indischen Funkamateure: Ashhar Farhan (VU2ESE), George Phillips (VU2GT), Gurudutta Panda (VU3GDP), Sasi Bhusan (VU3ELR) und Nitin Mutin (VU3TYG). ExseedSat-1 ist der erste privat finanzierte Satellit Indiens. Der Satellit soll auch Notfunkaufgaben übernehmen.

## Aufbau
ExseedSat-1 trägt eine Amateurfunknutzlast die über folgende Features verfügt:
- einkanaliger Schmalband-FM-Transponder Mode U/V
- Rauschsperre mit CTCSS 67,0 Hz.
- Ausgangsleistung zwischen 1 Watt und 0,5 Watt wählbar.
- Digipeater-Funktion mit APRS mit UHF-Uplink und VHF-Downlink.
- Melodie-Modus: Bei besonderen Anlässen oder Ereignissen wird eine einfache Melodie aus einigen Noten gespielt.

## Mission
Der Satellit wurde am 3. Dezember 2018 um 13:34 UTC mit dem Falcon-9-Flug SSO-A zusammen mit 63 weiteren Kleinsatelliten vom Vandenberg AFB Space Launch Complex 4 #SLC-4E in den USA gestartet. Es wird erwartet, dass dieser Satellit eine Lebensdauer von zwei Jahren hat. Nach dem Start wurden erste Telemetriesignale auf der ganzen Welt empfangen.

## Frequenzen
- 145,900 MHz FM-Downlink und Digipeater-Downlink
- 435,340 MHz Uplink (FM CTCSS 67,0 Hz)

Die Frequenzen wurden von der IARU koordiniert.